# Le Plombier (téléfilm, 1979)
Pour les articles homonymes, voir The Plumber.
Pour plus de détails, voir Fiche technique et Distribution.
Le Plombier (The Plumber) est un téléfilm australien de Peter Weir initialement diffusé à la télévision en 1979 en Australie, et sorti en salles dans quelques pays, dont les États-Unis, en 1980.
Il a été présenté dans plusieurs festivals, dont le Festival du film de Sydney, le Vienna International Film Festival, le Festival international du film de Hong Kong, ainsi qu'au Festival international du film de La Rochelle en 35 mm.

## Synopsis
Un plombier se présente au domicile d'un couple d'universitaires, sans avoir été appelé. Il persuade l'épouse que sa salle de bains a besoin de réparations.

## Fiche technique
- Titre français : Le Plombier
- Titre original : The Plumber
- Réalisation et scénario : Peter Weir
- Genre : Thriller psychologique
- Musique : Rory O'Donoghue et Gerry Tolland
- Photographie : David Sanderson
- Montage : Gerald Turney-Smith
- Production : Matt Carroll
- Durée : 75 minutes
- Dates de sortie[2] :

 Australie : 8 juin 1979 (TV)
 États-Unis : 19 septembre 1980 (San Francisco)
 États-Unis : novembre 1981

## Distribution
- Judy Morris : Jill Cowper
- Ivar Kants : Max
- Robert Coleby : Brian Cowper
- Candy Raymond : Meg
- Henri Szeps : David Medavoy